# Svend Tronkræver
Svend "Tronkræver" (død 1104) var søn af Svend Estridsen. Efter at broderen Erik Ejegod var død på Cypern, forsøgte Svend at blive hans efterfølger som dansk konge. 
På vej til kongevalget på landstinget blev han syg. For at rivalerne ikke skulle komme ham i forkøbet, forsatte han alligevel rejsen, men døde af strabadserne. I stedet blev broderen Niels konge. 
Han var far til Henrik Skadelår.